# Concerto di Baghdad
Il Concerto di Baghdad fu uno spettacolo musicale che Franco Battiato tenne a Baghdad il 4 dicembre 1992.
Lo spettacolo si tenne al Teatro Nazionale iracheno. In quell'occasione Battiato venne accompagnato dall'orchestra de I Virtuosi Italiani e dall'Orchestra sinfonica nazionale d'Iraq. A dirigere l'orchestra fu Giusto Pio a parte per i brani Gilgamesh e Schmerzen, diretti da Antonio Ballista, e Fogh in Nakhal diretto da Mohammad Othman. Il concerto faceva parte dell'iniziativa umanitaria per l'infanzia irachena Un ponte per Baghdad.
Fogh in Nakhal, letteralmente "sopra le palme", è un canto della tradizione popolare irachena, in lingua araba. È stato poi riproposto da Battiato nel suo album Caffè de la Paix, pubblicato nel 1993.
Il concerto non è mai uscito su CD, tuttavia alcuni brani isolati sono stati pubblicati all'interno di raccolte. L'ombra della luce, Solo (dall'opera Gilgamesh) e Fogh in Nakhal sono presenti in Racconti d'Oriente, raccolta uscita insieme a il manifesto nel 1997. L'ombra della luce è stata nuovamente pubblicata nell'edizione europea di Anhtology - Le nostre anime, mentre Il re del mondo è presente come traccia bonus nell'edizione del 40º anniversario de L'era del cinghiale bianco.

## Tracce
Testi di Franco Battiato tranne dove indicato. Musiche e arrangiamenti Battiato-Pio.
1. L'ombra della luce (in arabo) (Battiato-Pio)
2. Il re del mondo (Battiato-Pio)
3. Fisiognomica (Battiato)
4. Prospettiva Nevski (Battiato-Pio)
5. I treni di Tozeur (Cosentino-Battiato-Pio)
6. Mesopotamia (Battiato)
7. E ti vengo a cercare (Battiato)
8. Gilgamesh (trio dal 2º atto) (Battiato-Pio)
9. Schmerzen (Richard Wagner)
10. Plaisir d'amour (Johann Paul Aegidius Martin)
11. Gestillte Sehnsucht (Johannes Brahms)
12. Oh Sweet Were the Hours (Ludwig van Beethoven)
13. Come un cammello in una grondaia (Jaeggy-Battiato-Pio)
14. L'oceano di silenzio (Battiato)
15. Fogh in Nakhal (trad.)